# Gheorghe Popescu
Gheorghe Popescu, född 9 december 1967 i Calafat, är en rumänsk före detta professionell fotbollsspelare. Han spelade 115 landskamper för Rumänien och gjorde 16 mål.